# Coeligetes unicolor
Coeligetes unicolor es un coleóptero de la familia Chrysomelidae.
Fue descrita científicamente en 1895 por Jacoby.